# 阿卡迪亚 (路易斯安那州)
阿卡迪亚（英語：Arcadia），是美国路易斯安那州下属的一座城市。根据2010年美国人口普查，该市有人口2,919人。建置上，属于“town”。